# Stora Gåsjön
Stora Gåsjön är en sjö i Bollnäs kommun i Hälsingland och ingår i Ljusnans huvudavrinningsområde. Sjön är 2,5 meter djup, har en yta på 0,303 kvadratkilometer och befinner sig 142,7 meter över havet.

## Delavrinningsområde
Stora Gåsjön ingår i det delavrinningsområde (680041-154462) som SMHI kallar för Ovan 679943-154718. Medelhöjden är 177 meter över havet och ytan är 8,4 kvadratkilometer. Det finns inga avrinningsområden uppströms utan avrinningsområdet är högsta punkten. Vattendraget som avvattnar avrinningsområdet har biflödesordning 3, vilket innebär att vattnet flödar genom totalt 3 vattendrag innan det når havet efter 30 kilometer. Avrinningsområdet består mestadels av skog (88 procent). Avrinningsområdet har 0,3 kvadratkilometer vattenytor vilket ger det en sjöprocent på 3,5 procent.